# Серебрянський (Ленінградська область)
Серебрянський (рос. Серебрянский) — селище у Лузькому районі Ленінградської області Російської Федерації.
Населення становить 1485 осіб. Належить до муніципального утворення Серебрянське сільське поселення.

## Історія
Згідно із законом від 28 вересня 2004 року № 65-оз належить до муніципального утворення Серебрянське сільське поселення.

## Населення
| 1838  | 1862 | 1958 | 1961 | 1990  | 1997  | 2007  |
| ----- | ---- | ---- | ---- | ----- | ----- | ----- |
| 281   | ↘220 | ↘163 | ↗183 | ↗1587 | ↗1718 | ↘1633 |
| 2010  |      |      |      |       |       |       |
| ↘1485 |      |      |      |       |       |       |